# Enchbat
Enchbat (mongolisch Энхбат) ist ein häufiger mongolischer Personenname.

## Bekannte Personen

### Eigenname
- Nergüin Enchbat, ehemaliger mongolischer Boxer
- Olonbajaryn Enchbat, mongolischer Badmintonspieler
- Erdenebilegiin Enchbat, mongolischer Judoka
- Schuragiin Enchbat, mongolischer Eisschnellläufer
- Dangaasürengiin Enchbat, mongolischer Politiker
- Amartöwschin Enchbat, mongolischer Bariton-Sänger

### Vatersname
- Enchbatyn Badar-Uugan, mongolischer Boxer und Olympiasieger